# Langley Research Center
El Centre de Recerca de Langley (LaRC o NASA Langley), situat a Hampton, Virgínia, a prop de la badia de Chesapeake de la Base de la Força Aèria de Langley, és la instal·lació de camp de la NASA més antiga. LaRC s'ha centrat principalment en la investigació aeronàutica, però també ha provat maquinari espacial com el mòdul lunar Apollo. A més, moltes de les primeres missions espacials d'alt nivell es van planificar i dissenyar in situ. Langley també es va proposar com un dels llocs per al centre especial principal de la NASA abans de la selecció eventual de Houston, Texas.
Creat el 1917 pel National Advisory Committee for Aeronautics (NACA), el centre de recerca dedica dos terços dels seus programes a l'aeronàutica i la resta a l'espai exterior. Els investigadors de LaRC utilitzen més de 40 túnels de vent per estudiar i millorar la seguretat, el rendiment i l'eficiència d'avions i naus espacials. Entre 1958 i 1963, quan la NASA (l'agència successora de NACA) va iniciar el Projecte Mercury, LaRC va servir com a oficina principal del Space Task Group.
El setembre de 2019, després d'exercir anteriorment com a director associat i director adjunt, Clayton P. Turner va ser nomenat director de la NASA Langley.